# Pallacanestro Trévise
Pour les articles homonymes, voir Benetton Trévise.
Ne doit pas être confondu avec Benetton Rugby Trévise.
Maillots
| \| Trévise \| La ville de Trévise en Italie |
| Trévise                                     |

Le Benetton Trévise, dont le nom légal est Pallacanestro Treviso, club de basket-ball de la ville de Trévise, a été fondé en 1954. La marque Benetton, également sponsor du Benetton Rugby Trévise, met un terme à sa participation dans le sport en 2012.
Le club, dont les droits sont repris par la société Treviso Basket srl, repart alors en huitième division.

## Histoire
Le club de basket-ball de Trévise existe depuis 1954 et a été racheté par le groupe Benetton en 1982 tout en gardant le nom officiel de Pallacanestro Treviso. Avec le soutien financier important de la famille Benetton, le club émergea comme un club d'importance en Italie et en Europe.
Après le recrutement pour la saison 1990-1991 d'un joueur comptant alors 156 matchs de National Basketball Association (NBA) Vinny Del Negro, l'équipe alors dirigée par Petar Skansi reçoit alors le renfort du croate Toni Kukoč, qui vient de remporter trois victoires consécutives dans la plus prestigieuse des coupes européennes, la coupe des clubs champions avec le Jugoplastika Split, et d'un international italien Stefano Rusconi. Trévise remporte le premier titre de champion d'Italie de son histoire en battant en finale Scavolini Pesaro sur le score de trois à un. Les deux équipes disputent également la finale de la coupe d'Italie, celle-ci étant finalement remportée par Pesaro sur le score 95 à 92. La saison suivante, Trévise dispute de nouveau ces deux finales : victoire en coupe d'Italie face à la Virtus Bologne mais défaite face à ce même adversaire sur le score de trois à zéro. Après deux premières expériences en Europe en coupe Korać, Trévise atteint le Final Four de la Ligue des champions, plus communément appelé coupe des clubs champions. Kukoč et ses coéquipiers éliminent les Grecs du PAOK Salonique sur le score de 79 à 77. En finale, Kukoč est limité à 14 points et 3 passes par les joueurs du CSP Limoges dirigés par son ancien entraîneur à Split Božidar Maljković et Trévise s'incline sur le score de 59 à 55.
Malgré le départ de Kukoč en NBA, Trévise remporte de nouveau la coupe d'Italie lors de la saison suivante. En 1994-1995, Mike D'Antoni succède à Fabrizio Frates, qui avait lui-même succédé à Petar Skansi lors de la saison précédente. Le club remporte deux nouveaux trophées, la Coupe Europe, qui a succédé à la coupe des vainqueurs de coupe, face aux Espagnols de Tau Vitoria. Pour la troisième année de suite, Trévise remporte la coupe d'Italie en s'imposant face à Trieste. Trévise dispute sa troisième finale du championnat d'Italie mais doit s'incliner, de nouveau face à la Virtus Bologne, sous le nom de Buckler Bologne, sur le score de trois à zéro. Pour la deuxième saison de Mike D'Antoni à la tête de l'équipe, Trévise s'incline en finale de la Supercoupe d'Italie face à Trévise. En championnat, le Benetton s'incline face à l'autre club de Bologne, Teamsystem Bologne, en demi-finale. En Europe, Trévise s'incline en quart de finale.
En 1997-1998, Trévise s'incline en demi-finale de la coupe Korać face à l'Aris Salonique. En Italie, le club de D'Antoni termine en tête de la phase régulière puis remporte son second titre de champion d'Italie en battant Teamsystem Bologne à l'issue de la cinquième et ultime manche sur le score de 84 à 82.
Le successeur de D'Antoni à la tête du Benetto Trévise est Željko Obradović. Il officie de 1997 à 1999, période pendant laquelle Trévise remporte la Supercoupe en 1998, participe à un nouveau Final Four en Europe - Trévise s'incline face à l'AEK Athènes en demi-finale - puis remporte la coupe Saporta en 1999 face aux Espagnols de Pamesa Valencia. En Italie, Trévise est éliminé en quart de finale en 1998 puis s'incline en finale face à Pallacanestro Varese sur le score de trois à zéro.
Trévise remporte une nouvelle coupe d'Italie lors de la saison 1999-2000, saison où le club parvient de nouveau en finale du championnat face à Paf Bologne, finale perdue sur le score de trois à un. Le club doit ensuite attendre une saison et le retour de Mike D'Antoni pour remporte un nouveau trophée. Il s'impose en Supercoupe d'Italie face à Pesaro mais surtout remporte son troisième titre de champion d'Italie face à Fortitudo Bologne. En Europe, Trévise s'incline face à la Virtus Bologne de Ettore Messina en demi-finale lors du Final Four de Bologne.
C'est ce dernier Ettore Messina qui prend en charge la direction de l'équipe lors de la saison suivante. Celle-ci parvient à conserver son titre de champion d'Italie en battant Skipper Bologne sur le score de trois à un. Trévise réalise le triplé en Italie en remportant également la coupe d'Italie et la SuperCoupe. En Europe, Trévise dispute de nouveau le Final Four : après une victoire face à Sienne sur le score de 65 à 62, Trévise s'incline face à Barcelone, qui évolue à domicile, sur le score de 76 à 65. Le bilan de Messina lors des deux saisons suivantes est de deux victoires en coupe d'Italie, deux finales de supercoupe, deux éliminations en demi-finale du championnat - face à Skipper Bologne puis Armani J. Milano - et deux éliminations en Top 16 puis en quart de finale en Euroligue.
David Blatt, qui succède à Messina, conduit son équipe à un nouveau titre de champion d'Italie en 2006, face à Fortitudo Bologne. Lors de sa seconde saison à sa tête, Trévise remporte la coupe d'Italie - la huitième de son histoire - et la supercoupe mais termine onzième de la phase régulière et ne parvient pas à se qualifier pour les playoffs. Lors de la saison suivante, Trévise s'incline en finale de la Supercoupe mais, pour sa seconde année consécutive, ne dispute pas playoffs après une dixième place en saison régulière. en 2008-2009, Trévise termine quatrième en saison régulière puis s'incline en demi-finale face à Montepaschi Siena. Ce dernier club élimine Trévise lors des playoffs des deux saisons suivantes : Quart de finale en 2010 puis demi-finale en 2011. Ces trois éliminations se font sur le score de trois à zéro.
En 2012, la famille Benetton décide de se retirer du sport, notamment du basket-ball et du volley-ball. Riccardo Pittis est à l'initiative d'une tentative de reprise du club par une souscription, afin de fonder un club à l'image des clubs sportifs espagnols où les propriétaires sont des socios. Une nouvelle société, Treviso Basket srl, est fondée. Elle reprend les droits sportifs de l'ancien club. Le club doit toutefois reprendre en huitième division.

## Palmarès
- Finaliste de l'Euroligue : 1993, 2003
- Participation au Final Four de l'Euroligue : 1993, 1998, 2002, 2003
- Coupe d'Europe : 1995
- Coupe Saporta : 1999
- Champion d'Italie : 1992, 1997, 2002, 2003, 2006
- Coupe d'Italie : 1993, 1994, 1995, 2000, 2003, 2004, 2005, 2007
- Super coupe d'Italie : 1998, 2001, 2002, 2006[6].

| Saison    | Championnat | Championnat | Championnat | Championnat | Championnat                                  | Coupe Italie    | SuperCoupe Italie | Participation européenne            | Participation européenne |
| Saison    | Division    | Bilan       | Class.      | Bilan       | Playoffs                                     | Coupe Italie    | SuperCoupe Italie | Compétition                         | Résultat                 |
| --------- | ----------- | ----------- | ----------- | ----------- | -------------------------------------------- | --------------- | ----------------- | ----------------------------------- | ------------------------ |
| 1962-1963 | A           | 3-23        | 14e         |             |                                              |                 |                   |                                     |                          |
| 1979-1980 | A2          | 15-11       | 6e          |             |                                              |                 |                   |                                     |                          |
| 1980-1981 | A2          | 21-11       | 3e          | 1-2         | 8e de finale (1-2 : Grimaldi Torino)         |                 |                   |                                     |                          |
| 1981-1982 | A1          | 9-23        | 13e         |             |                                              |                 |                   |                                     |                          |
| 1982-1983 | A2          | 14-16       | 10e         |             |                                              |                 |                   |                                     |                          |
| 1983-1984 | A2          | 14-16       | 12e         |             |                                              | Demi-finale     |                   |                                     |                          |
| 1984-1985 | A2          | 20-10       | 2e          | 0-2         | 8e de finale (0-2 : Granarolo Bologne)       | Groupe          |                   |                                     |                          |
| 1985-1986 | A1          | 8-22        | 15e         |             |                                              | Quart de finale |                   |                                     |                          |
| 1986-1987 | A2          | 22-8        | 1er         | 1-2         | 8e de finale (1-2 : Allibert Livorno)        | 16e de finale   |                   |                                     |                          |
| 1987-1988 | A1          | 12-18       | 12e         | 7-3         | 1er play-out                                 | 8e de finale    |                   |                                     |                          |
| 1988-1989 | A1          | 18-12       | 4e          | 0-2         | Quart de finale (0-2 : Philips Milan)        | 16e de finale   |                   |                                     |                          |
| 1989-1990 | A1          | 15-15       | 11e         | 6-4         | 2e play-out                                  | Groupe          |                   | coupe Korać                         | 16e de finale            |
| 1990-1991 | A1          | 17-13       | 5e          | 3-3         | Quart de finale (1-2 : Il Messaggero Roma)   | Quart de finale |                   |                                     |                          |
| 1991-1992 | A1          | 22-8        | 2e          | 7-2         | Champion d'Italie (3-1 : Scavolini Pesaro)   | Finaliste       |                   | coupe Korać                         | Groupe                   |
| 1992-1993 | A1          | 19-11       | 3e          | 4-5         | Finaliste (0-3 : Knorr Bologne)              | Vainqueur       |                   | Coupe des clubs champions           | Finaliste                |
| 1993-1994 | A1          | 15-15       | 8e          | 2-3         | Quart de finale (0-2 : Buckler Bologne)      | Vainqueur       |                   | Coupe des clubs champions           | Groupe                   |
| 1994-1995 | A1          | 22-10       | 3e          | 5-4         | Finaliste (0-3 : Buckler Bologne)            | Vainqueur       |                   | Coupe Europe                        | Vainqueur                |
| 1995-1996 | A1          | 21-11       | 3e          | 4-4         | Demi-finale (2-3 : Teamsystem Bologne)       | Quart de finale | Finaliste         | Ligue des champions d’Europe        | Quart de finale          |
| 1996-1997 | A1          | 22-4        | 1er         | 9-3         | Champion d'Italie (3-2 : Teamsystem Bologne) | 8e de finale    |                   | coupe Korać                         | Demi-finale              |
| 1997-1998 | A1          | 17-9        | 3e          | 2-3         | Quart de finale (2-3 : Cfm Reggio Emilia)    |                 | Vainqueur         | Euroligue                           | Demi-finale              |
| 1998-1999 | A1          | 19-7        | 4e          | 6-5         | Finaliste (0-3 : Pallacanestro Varese)       | Finaliste       |                   | Coupe Saporta                       | Vainqueur                |
| 1999-2000 | A1          | 21-9        | 3e          | 9-4         | Finaliste (1-3 : Paf Bologne)                | Vainqueur       |                   | Euroligue                           | 8e de finale             |
| 2000-2001 | A1          | 24-10       | 5e          | 3-4         | Demi-finale (0-3 : Kinder Bologne)           |                 | Demi-finale       | Euroligue                           | Quart de finale          |
| 2001-2002 | A           | 28-8        | 2e          | 9-1         | Champion d'Italie (3-0 : Skipper Bologne)    | Demi-finale     | Vainqueur         | Euroligue                           | Demi-finale              |
| 2002-2003 | A           | 30-4        | 1er         | 9-4         | Champion d'Italie (3-1 : Skipper Bologne)    | Vainqueur       | Vainqueur         | Euroligue                           | Finaliste                |
| 2003-2004 | A           | 25-9        | 3e          | 3-3         | Demi-finale (0-3 : Skipper Bologne)          | Vainqueur       | Finaliste         | Euroligue                           | Top 16                   |
| 2004-2005 | A           | 28-6        | 1er         | 5-3         | Demi-finale (2-3 : Armani J. Milano)         | Vainqueur       | Finaliste         | Euroligue                           | Quart de finale          |
| 2005-2006 | A           | 26-8        | 2e          | 9-4         | Champion d'Italie (3-1 : Climamio Bologne)   | Demi-Finale     |                   | Euroligue                           | Top 16                   |
| 2006-2007 | A           | 21-13       | 11e         |             |                                              | Vainqueur       | Vainqueur         | Euroligue                           | Top 16                   |
| 2007-2008 | A           | 16-18       | 10e         |             |                                              |                 | Finaliste         | Coupe Uleb                          | 16e de finale            |
| 2008-2009 | A           | 18-12       | 4e          | 3-5         | Demi-finale (0-3 : Montepaschi Siena)        | Demi-finale     |                   | EuroCoupe                           | Quart de finale          |
| 2009-2010 | A           | 13-15       | 8e          | 0-3         | Quart de finale (0-3 : Montepaschi Siena)    |                 |                   | Euroligue (qualification) EuroCoupe | Last16                   |
| 2010-2011 | A           | 17-13       | 5e          | 3-4         | Demi-finale (0-3 : Montepaschi Siena)        |                 |                   | EuroCoupe                           | Demi-finale              |
| 2011-2012 | A           | 13-19       | 11e         |             |                                              |                 |                   | EuroCoupe                           | Last 16                  |

## Personnalités historiques

### Joueurs célèbres
Plusieurs joueurs européens ou italiens on t évolués au Benetton Trévise avant de rejoindre la National Basketball Association (NBA) : le Croate Toni Kukoč évolue deux saisons à Trévise avant de rejoindre les Bulls de Chicago. Un de ses coéquipiers au Benetton, Stefano Rusconi, joue cinq saisons avant de rejoindre les Suns de Phoenix. L'Espagnol Jorge Garbajosa dispute également quatre saisons avant de jouer avec Málaga puis d'évoluer en NBA avec les Raptors de Toronto. L'Italien Andrea Bargnani dispute trois saisons avant d'être choisi en première position de la draft 2006 par les Raptors de Toronto, devenant de surcroit le premier joueur européen à être choisi au premier rang d'une draft.
Parmi les joueurs américains, Audie Norris dispute ses trois premières en tant que professionnel avec les Trailblazers de Portland avant de rejoindre pour deux saisons le Benetton. Vinny Del Negro vient disputer deux saisons à Trévise après deux premières saisons en NBA. Après son passage dans le club italien, il retrouve la ligue américaine pour évoluer avec les Spurs de San Antonio.
Quelques joueurs du Benetton sont désignés meilleur joueur (MVP) durant leur passage au club : Rusconi l'est lors de la saison 1994-1995. Henry Williams lui succède au palmarès la saison suivante. Massimo Bulleri est désigné MVP en 2004 et 2006.

### Entraîneurs successifs
| Nom                 | Période          |
| ------------------- | ---------------- |
| Mario De Sisti      | 1978 - 1981      |
| Piero Pasini        | 1981 - 1982      |
| Gianfranco Lombardi | 1982 - 1983      |
| Mauro Di Vincenzo   | 1983 - 1984      |
| Massimo Mangano     | 1984 - 1985      |
| Lajos Toth          | 1985 - 1986      |
| Riccardo Sales      | 1986 - 1990      |
| Emanuele Molin      | mar. 1990 - 1990 |
| Petar Skansi        | 1990 - 1993      |
| Fabrizio Frates     | 1993 - 1994      |
| Mike D'Antoni       | 1994 - 1997      |

| Nom                 | Période               |
| ------------------- | --------------------- |
| Željko Obradović    | 1997 - 1999           |
| Piero Bucchi        | 1999 - 2001           |
| Mike D'Antoni       | 2001 - 2002           |
| Ettore Messina      | 2002 - 2005           |
| David Blatt         | 2005 - 2007           |
| Alessandro Ramagli  | Sep. 2007 - Nov. 2007 |
| Francesco Vitucci   | Nov. 2007 - 2008      |
| Oktay Mahmuti       | 2007 - 2009           |
| Francesco Vitucci   | 2009 - 2010           |
| Jasmin Repesa       | 2009-2011             |
| Aleksandar Đorđević | 2011 - 2012           |